# Yvan Sagnet
Jean Pierre Yvan Sagnet (Douala, 4 aprile 1985) è un attivista e scrittore camerunese famoso per essersi adoperato nel campo dei diritti umani.
Ha scritto saggi sui temi del caporalato e sulle discriminazioni sociali, ed è conosciuto come fondatore e presidente dell'Associazione NoCap, con la quale combatte lo sfruttamento ed il lavoro nero nel settore agroalimentare.

## Biografia
Sagnet nasce a Douala, Camerun. Sin da piccolo è un grande appassionato della cultura italiana e del gioco del calcio.
Arrivato in Italia nel 2008, si iscrive al Politecnico di Torino per studiare Ingegneria delle Telecomunicazioni avendo vinto una borsa di studio. Finita la stessa nel luglio 2011,  si trasferisce per il periodo estivo a Nardò, in Salento, Puglia.
Inizia così a lavorare alla Masseria Boncuri, come raccoglitore di pomodori. Lì Sagnet scopre il mondo del caporalato e dello sfruttamento del lavoro in agricoltura. Ha organizzato la protesta che si è trasformata in sciopero duraturo contro le inumane condizioni di lavoro nell'azienda agricola.
Lo sciopero durato un mese ha portato all'introduzione del reato di caporalato e al primo processo in Europa sulla riduzione in schiavitù, concluso con la condanna di dodici imprenditori e caporali.
Dopo la rivolta nella masseria di Nardò, Yvan Sagnet ha lavorato come sindacalista per la Flai-Cgil.
L’attivista camerunense ha scritto diversi libri su fenomeno del caporalato, editi da Fandango. Tra questi ricordiamo “Ama il tuo sogno. Vita e rivolta nella terra dell’oro rosso”, del 2012 e riedito nel 2017, che ripercorre le tappe della protesta per la tutela dei diritti dei braccianti migranti, e nel 2015 "Ghetto Italia. I braccianti stranieri tra capolarato e sfruttamento" (scritto in collaborazione con il sociologo Leonardo Palmisano).
I due autori ricevono il XXII premio Internazionale Livatino 2016 per il loro impegno nella lotta alla mafia.

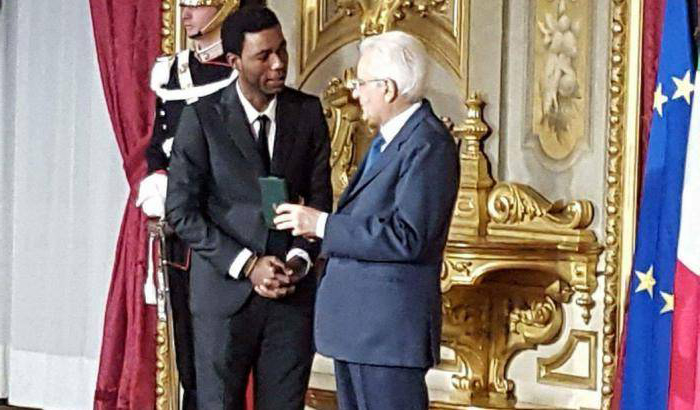
Yvan Sagnet con il presidente della Repubblica

Nel febbraio 2017 è stato nominato Cavaliere dell’Ordine al Merito della Repubblica Italiana da Sergio Mattarella. Si tratta di un prestigioso riconoscimento al suo impegno contro le schiavitù moderne nel comparto agricolo.
È tra i fondatori nonché Presidente dell’Associazione Internazionale NoCap, che si occupa proprio di combattere la piaga del caporalato.
Il progetto nasce per diffondere la cultura del rispetto dei diritti umani e sociali, degli animali e dell’ambiente, favorendo un percorso virtuoso per le aziende e in contrasto con ogni forma di mafia.
Con la creazione del Bollino etico e della prima filiera certificata, si passa "dalla protesta alla proposta", come afferma lui stesso.
Nelle terre a maggior rischio sfruttamento del Sud Italia, è stato possibile mettere allo stesso tavolo tutti gli attori del processo agroalimentare (lavoratori agricoli, imprenditori, distribuzione ed istituzioni) permettendo di espletare i principi alla base del Bollino Etico, garantendo così il giusto prezzo per i produttori, il rispetto di contratti, diritti e sicurezza per i lavoratori, e l'intermediazione legale delle istituzioni pubbliche nel trasporto e nella selezione di manodopera regolare.
Nel 2019 ha fatto parte della rosa di Nuovi Eroi raccontati da Veronica Pivetti nell’omonima trasmissione in onda su Raitre.

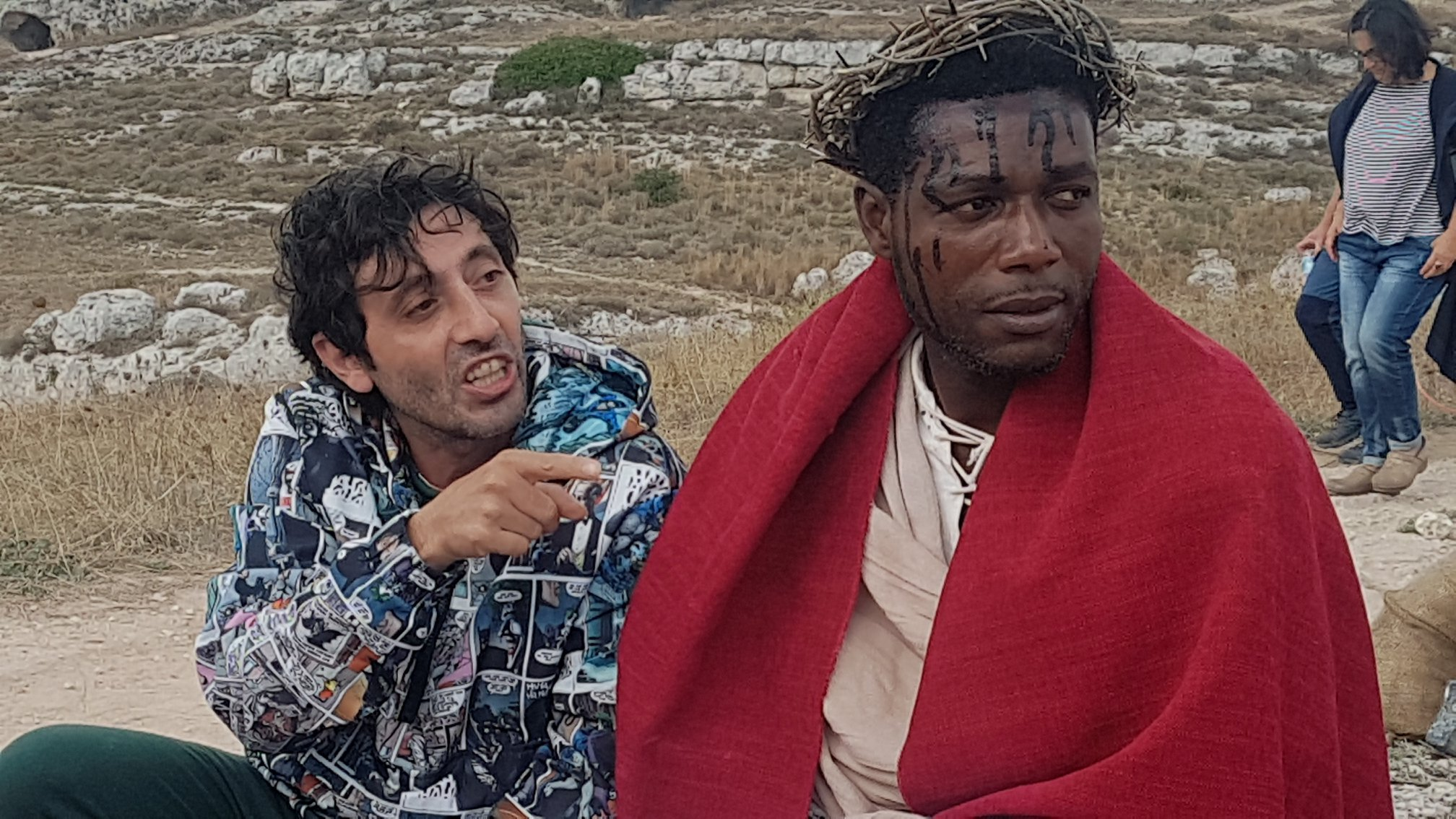
Insieme a Marcello Fonte sul set del film Il Nuovo Vangelo

Nell'ottobre del 2019 è protagonista del film Il Nuovo Vangelo del regista svizzero Milo Rau, interpretando per la prima volta nella storia del cinema, un Gesù nero. Girato a Matera, in Basilicata nei luoghi che avevano già ospitato cast e maestranze di altri due film dedicati alla figura del Cristo come Il Vangelo secondo Matteo di Pasolini e La passione di Cristo di Mel Gibson. Tra gli attori spiccano Marcello Fonte nei panni di Ponzio Pilato, Maia Morgenstern in quelli di Maria che già ricoprì in La passione di Cristo ed Enrique Irazoqui, il Gesù di Pasolini, qui diventato Giovanni Battista.
Il 9 settembre 2019 il comune di Lecce gli ha conferito la cittadinanza onoraria.